# 鴨澤巌
鴨澤 巌（かもざわ いわお、1924年3月 - 2003年2月4日）は、日本の経済地理学者、トルコ研究者、法政大学名誉教授、特定非営利活動法人難民支援協会初代代表理事。

## 経歴
1924年3月、当時の東京市本郷区（現在の文京区の一部）に生まれ、後に埼玉県北足立郡浦和町（浦和市を経て、現在のさいたま市）へ移り、浦和町立浦和尋常高等小学校分校（現在のさいたま市立常盤小学校）、埼玉県女子師範学校付属小学校に学び、1936年に埼玉県立浦和中学校（現在の埼玉県立浦和高等学校）、1942年に浦和高等学校 (旧制)（理科乙類）に入学した。浦和高等学校では気管支喘息の悪化のため留年を余儀なくされ、また、学徒勤労動員で理化学研究所の圧延工場での労働も経験した。1945年に浦和高等学校を卒業し、東京帝国大学理学部地理学科に進んだが、戦後は、職業軍人であった父が公職追放、恩給停止となり、苦しい生活を送った。
1948年に東京大学理学部地理学科を卒業して、農林省に入省し、統計調査局作物報告課に勤務したが、気管支喘息が再び悪化し、1950年に退職する。同年10月には、農林省の職場で知り合った久代と多田文男の媒酌により結婚した。1951年、東京大学理学部（旧制）大学院に入学した。
1953年に法政大学文学部非常勤講師、翌1954年には同学部の専任講師となり、以降、助教授、教授と昇任して、後には1970年4月から9月にかけて大学紛争期のさなかに文学部長を務めた。
鴨澤は、松田孝、山名伸作、奥田義雄らとともに、1954年の経済地理学会の創設に深く関与し、長くこの学会の評議員を務めた。後に、2000年には学会の名誉会員となった。
鴨澤はまた、1957年の地理教育研究会（地教研）の創設以前から、その活動に関与した「数少ない地理学者の1人」とされ、その後も長く地教研の活動に関わった。
1960年に出版した『経済地理学ノート』は、1960年代から1970年代にかけて、日本の経済地理学界に広く影響を与えたと評されているが、後に鴨澤の意向で絶版となった。この件について古賀正則は、「この書のもつ時代的制約」を鴨澤が「強く意識」したのではないかと推察している。後年、この間の経緯を検討した中澤高志は、社会主義国の計画経済に対する無批判な礼賛や、自然改造への希望的観測が、本書に含まれていることに注意を促している。
鴨澤や、これに続いたとされる上野登の議論は、これを批判する立場に立つ矢田俊文などから｢経済地誌学派｣と称された。鴨澤自身も、『経済地理学ノート』において「『一般地理学』は地誌にたどりつく ために必要な一経過点に過ぎない」と述べるなど、経済地理学の議論における地誌の重要性を強調していた。矢田は、鴨澤らの立場を批判して「マルクス経済地誌」と呼び、これを「詭弁的な科学方法論にすぎない」と断じたが、山口不二雄は、「その学説を「マルクス経済地誌」と規定されることに、鴨澤は反対していない」のであり、「経済地誌を志向し、経済学の法則の検証・修正・増補をめざすのだという鴨澤の立場は、経済地誌を「社会経済地誌」と、社会学的要素等も包括してより豊かに改訂することはあった」と指摘している。
1994年、法政大学を定年退職して名誉教授となって以降、鴨澤はアムネスティ・インターナショナルのボランティア活動に注力するようになった。トルコ語の運用能力を活かして、クルド人難民申請者への支援活動に携わった鴨澤は、クルド人たちから「お父さん」と呼ばれるようになり、1999年7月に特定非営利活動法人難民支援協会 (JAR) が設立されると、その初代代表理事となり、死去するまでその任にあった。

## おもな著書

### 単著
- 経済地理学ノート、法政大学出版会、1960年
- トルコと日本の間：偏見と真実の交錯、法政大学出版会、1969年

### 共編著
＊（川島哲郎との共編著）現代世界の地域政策、大明堂、1988年

### 訳書
- B.B.ポクシシェフスキー、世界の住民 : 経済地理学的概観、大明堂、1976年

## 関連文献
- 鴨澤巌さんを偲ぶ会 編『おりておりず おりずしておりる - 鴨澤巌さん追悼集』（私家版）、2004年。